# Петнисто агути
Петнистото агути (Dasyprocta punctata) е вид гризач от семейство Агутиеви (Dasyproctidae). Видът не е застрашен от изчезване.

## Разпространение
Разпространен е в Аржентина, Белиз, Боливия, Бразилия, Венецуела, Гватемала, Еквадор, Колумбия, Коста Рика, Мексико, Никарагуа, Панама, Парагвай, Перу, Салвадор и Хондурас. Внесен е в Кайманови острови и Куба.

## Описание
Теглото им е около 2,3 kg.
Продължителността им на живот е около 10 години. Популацията на вида е стабилна.